# Vlag van Haamstede

Vlag van Haamstede
(1938-1961)

De vlag van Haamstede werd nimmer officieel vastgesteld als gemeentelijke vlag van de gemeente Haamstede in de Nederlandse provincie Zeeland, maar werd wel als zodanig gebruikt. De beschrijving luidt: 
Vier banen van gelijke hoogte van geel, rood, blauw en wit, met in het kanton het gemeentewapen.
Deze vlag was in 1938 een van de defileervlaggen ter gelegenheid van het defilé in Amsterdam, gehouden ter ere van het veertigjarig regeringsjubileum van koningin Wilhelmina.
In 1961 ging Haamstede op in de gemeente Westerschouwen, nu onderdeel van gemeente Schouwen-Duiveland. De vlag is daardoor als gemeentevlag komen te vervallen. De vlag werd in 2006 opnieuw vastgesteld als dorpsvlag in het dorp gebruikt.
Bij aanwezigheid op het kasteel van leden uit de Erven Familie Van der Lek de Clercq wordt een vlag gehesen volgens het wapenmodel.

## Verwante afbeelding

Het wapen van Haamstede

Aardenburg 
· Arnemuiden 
· Axel 
· Baarland 
· Biervliet 
· Biggekerke 
· Borssele 
· Breskens 
· Brouwershaven 
· Bruinisse 
· Burgh 
· Domburg 
· Dreischor 
· Driewegen 
· Duiveland 
· Ellewoutsdijk 
· 's-Gravenpolder 
· Groede 
· Haamstede 
· 's-Heer Abtskerke 
· 's-Heer Arendskerke 
· Hoedekenskerke 
· Hontenisse 
· IJzendijke 
· Kloetinge 
· Kortgene 
· Koudekerke 
· Krabbendijke 
· Kruiningen 
· Mariekerke 
· Meliskerke 
· Middenschouwen 
· Nieuw- en Sint Joosland 
· Nisse 
· Noordgouwe 
· Oostburg 
· Oostkapelle 
· Oud-Vossemeer 
· Oudelande 
· Ovezande 
· Poortvliet 
· Retranchement 
· Rilland-Bath 
· Ritthem 
· Sas van Gent 
· Scherpenisse 
· Schoondijke 
· Sint-Annaland 
· Sint Jansteen 
· Sint-Maartensdijk 
· Sint Philipsland 
· Sluis 
· Sluis-Aardenburg 
· Stavenisse 
· Valkenisse 
· Vogelwaarde 
· Waarde 
· Waterlandkerkje 
· Wemeldinge 
· Westdorpe 
· Westerschouwen 
· Westkapelle 
· Wissenkerke 
· Wolphaartsdijk 
· Zaamslag 
· Zierikzee 
· Zuiddorpe 
· Zuidzande
Boschkapelle
· Cadzand
· Clinge
· Eede
· Graauw en Langendam
· Haamstede
· 's-Heer Arendskerke
· 's-Heerenhoek
· Heille
· Heinkenszand
· Hengstdijk
· Hoedekenskerke
· Hoek
· Hoofdplaat
· Koewacht
· Kwadendamme
· Nieuwerkerk
· Nieuwvliet
· Ossenisse
· Ouwerkerk
· Overslag
· Philippine
· Retranchement
· Rilland
· Scharendijke
· Serooskerke (Schouwen-Duiveland)
· Serooskerke (Veere)
· Sint Anna ter Muiden
· Sint-Annaland
· Sint Kruis
· Sirjansland
· Stoppeldijk
· Yerseke